# المجمع العالمي للتقريب بين المذاهب الإسلامية
المجمع العالمي للتقريب بين المذاهب الإسلامية هو هيئة علمية إيرانية يهدف إلى محاولة التوفيق بين المذاهب الإسلامية وتقريب الآراء المختلفة، وقد أسسه مرشد الثورة الإسلامية في إيران آية الله علي خامنئي عام 1990 م. الشيخ محمد واعظ زاده الخراساني كان أوّل أمين عام للمجمع ويرأسه حالياً آية الله الشيخ محسن الأراكي. وقد ترأسه فيما مضى آية الله الشيخ محمد علي التسخيري نائب رئيس وعضو هيئة أمناء الاتحاد العالمي لعلماء المسلمين.

## خلفية تأسيس المجمع
شهد تأسيس الحديث، خاصة في القرن العشرين، محاولات حثيثة للتقريب بين المذاهب الإسلامية والوحدة بينهم. وفي الخطوة الأولى تأسست دار التقريب بين المذاهب الإسلامية في العاصمة المصرية القاهرة بمبادرة من الشيخ محمد تقي القمي، وهو رجل إيراني كان مقيما في القاهرة. وقد انضم إلى الدار عدد من علماء الأزهر وبعض السياسيين المصريين، وأصبحت الدار مركزًا مهمًا لأنشطة التقريب. وفي الخطوة الثانية أصدرت الدار مجلة رسالة الإسلام بعد سنتين من تأسيسها. وظلت المجلة مستمرة في الصدور حتى سنة 1972. لكن أغلقت الدار سنة 1979، عقب الثورة الإيرانية.
وفي الخطوة الثالثة تأسس المجمع العالمي للتقريب بين المذاهب في طهران في عام 1990 وذلك بأمر من مرشد الثورة الإيرانية علي خامنئي.

## المدارس المعترف بها من قبل المجمع
إن المدارس الفقهية المعترف بها من قبل المجمع العالمي للتقريب هي عبارة عن: المذهب الحنفي والشافعي والمالكي والحنبلي من أهل السنة، والمذهب الإثني عشري والزيدي من الشيعة والمذهب الأباضي والظاهري.

## الأهداف
وفقًا للنظام الأساسي للمجمع ان الأهداف الرسمية والتنظيمية هي:
- إحياء ونشر الثقافة والتعاليم الإسلامية والدفاع عن ساحة القرآن وسنة النبي.
- تحقيق التعارف والتفاهم الأكثر بين العلماء والمفكرين المسلمين في المجالات العقائدية والفقهية والاجتماعية والسياسية.
- إشاعة فكرة التقريب بين المفكرين والشخصيات النخبوية في العالم الإسلامي ونقلها إلى الجماهير المسلمة وتوعيتها بمؤامرات الأعداء المفرقة للأمة.
- تحكيم وإشاعة مبدأ الاجتهاد والاستنباط في المذاهب الإسلامية.
- السعي لإيجاد التنسيق وتشكيل الجبهة الواحدة في قبال مؤامرات الدعاية والهجوم الثقافي لأعداء الإسلام.
- ازالة موارد سوء الظن والشبهات بين أتباع المذاهب الإسلامية.[4][6][7]

## النشاطات

### المؤتمرات

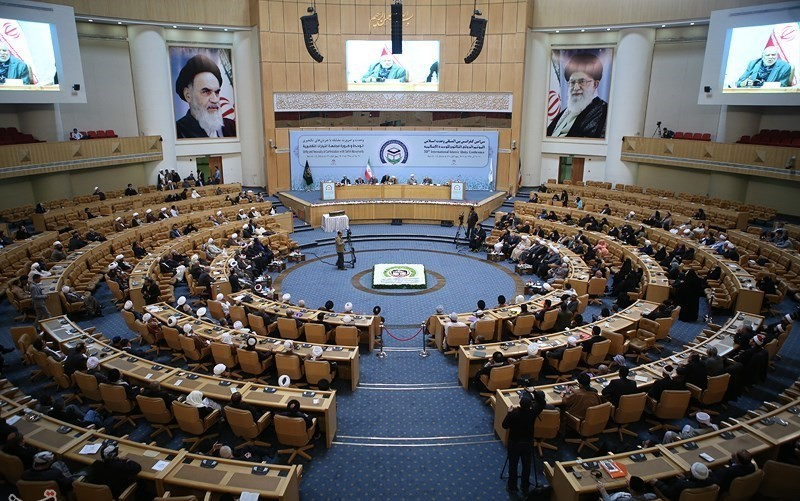
الدورة الثلاثين للمؤتمر الدولي للوحدة الإسلامية- ديسمبر 2016

يقيم المجمع العالمي للتقريب سنوياً المؤتمر الدولي للوحدة الإسلامية في طهران في أيّام ذكرى المولد النبوي أو ما يسمّى بأسبوع الوحدة الإسلامية وذلك بحضور ومشارکة علماء ومفکرین وشخصيات بارزة إسلامية ووزراء الدول الإسلامية والعلماء والمفتين وأساتذة الجامعات من مختلف دول العالم ومن داخل البلاد.
كما يقيم المجمع عدداً من المؤتمرات في انحاء العالم من اجل تحقيق المزيد من التقارب بين العلماء واتباع الطوائف الإسلامية، وقد تناولت هذه المؤتمرات مواضيع مختلفة، التي شملت حتى الآن مؤتمرات عامة للعلماء ومؤتمرات فقهية وفكرية واقتصادية والحوار بين الاديان ومؤتمرات تكريمية وغيرها.

### الجامعة

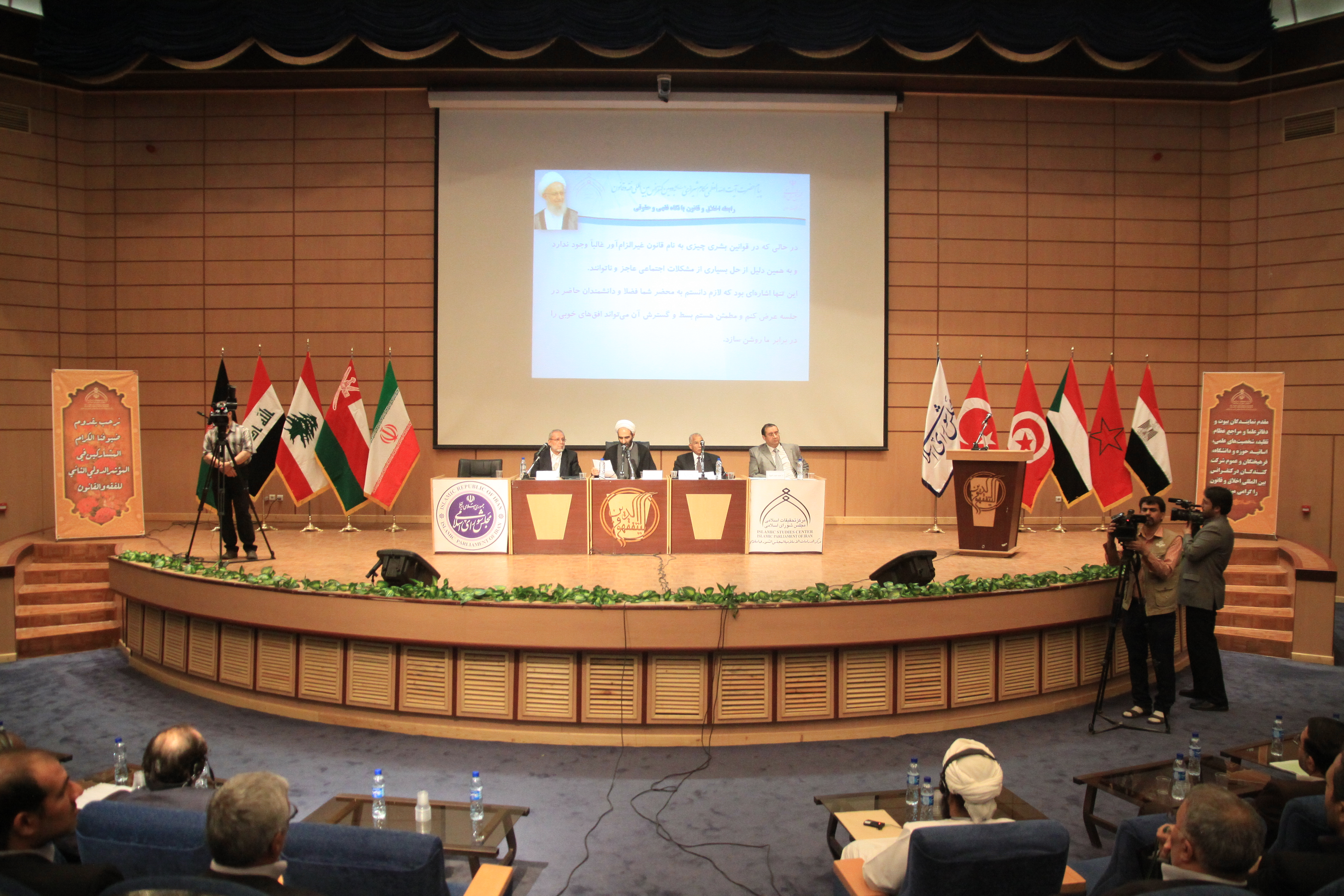
المؤتمر الدولي للفقه والقانون بحضور آية الله أحمد مبلغي رئيس جامعة المذاهب الإسلامية

صدر القرار بتأسيس جامعة المذاهب الإسلامية كجامعة تابعة للمجمع عام 1992 م. تشمل الجامعة ثلاث كليات هي: كلية الفقه والحقوق للمذاهب الإسلامية الخمسة، وكلية علوم القرآن والحديث، وكلية علوم الكلام والفلسفة والأديان. وتدرس في هذه الجامعة المذاهب الإسلامية المختلفة بما فيها الإمامية، والحنفية، والشافعية بأساتذة يعتنقون نفس المذهب. وتوجد كراسي في الجامعة لتدريس فقه الزيدية والمالكية والاباضية. يرأس آية الله أحمد مبلغي هذه الجامعة حاليا.

### الكتب
إن الكتب التي يتم نشرها في دائرة المطبوعات والنشر للمجمع تكون حصيلة مجموعة المقالات المقدمة إلى مؤتمرات الوحدة الإسلامية
أو البحوث الجارية في مركز البحث العلمي للمجمع أو مجموعة من الكتب التي ترجمت في مجلس الكتاب للمجمع.

### المجلات والنشرات الدورية
ينشر المجمع العديد من المجلات بلغة مختلفة، منها:
- رسالة التقريب: وهي مجلة باللغة العربية تعني بقضايا التقريب بين المذاهب ووحدة الأمة الإسلامية. صدر العدد الأول منها في عام 1413 هجرية وتصدر كل شهرين مرة.
- انديشه تقريب: هي مجلة فصلية باللغة الفارسية. وصدر العدد الأول منها في عام 1425 هـ.
- بيك تقريب: وهي نشرية خبرية باللغة الفارسية تنشر اخبار المجمع.
- رسالة الإسلام: بعد توقف نشرها في القاهرة، أعاد المجمع نشر المجلة بالتعاون مع أستان قدس الرضوي.
- الإسلام من وجهة نظر الغرب: هي مجلة فصلية باللغة الفارسية تعني بتعريف آثار المؤلفين الغربيين حول الإسلام.[13]
- شعور الاتحاد: وهي مجلة شهرية تصدر بلغة الأوردية، يتم فيها طبع المقالات بمواضيع ذات صبغة تقريبية.

## وصلات خارجية
- المجمع العالمي للتقريب بين المذاهب الإسلامية